# Cantonul Albi-Centre
Cantonul Albi-Centre este un canton din arondismentul Albi, departamentul Tarn, regiunea Midi-Pyrénées, Franța.

## Comune
| Comune | Populație (1999) | Cod poștal | Cod INSEE |
| ------ | ---------------- | ---------- | --------- |
| Albi   | 11.765 (1)       | 81000      | 81004     |